# Mistrovství světa mládeže v rádiovém orientačním běhu

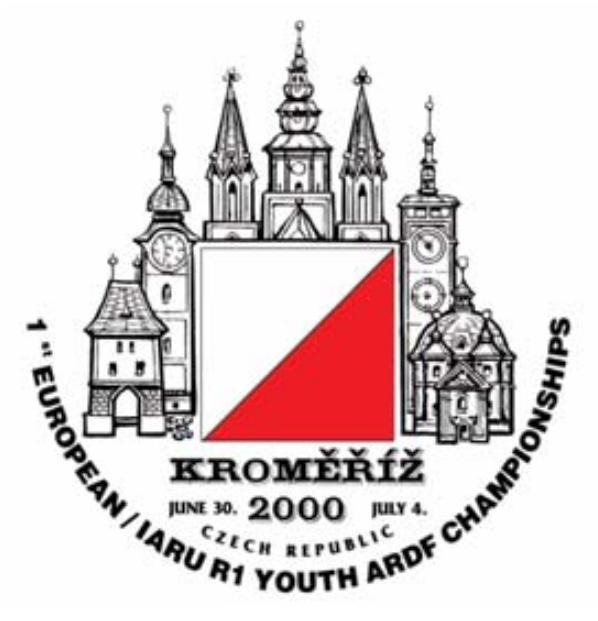
Logo 1. Mistrovství Evropy mládeže v rádiovém orientačním běhu

Mistrovství světa mládeže v rádiovém orientačním běhu (původně Mistrovství Evropy mládeže, dnes také Mistrovství Světa žáků a dorostenců) je nejvyšší soutěží mládeže v rádiovém orientačním běhu. Koná se každý rok pod záštitou mezinárodní asociace radioamatérů IARU, typicky na konci června. 

## Historie a účastníci
První Mistrovství se uskutečnilo v Kroměříži v roce 2000 a zúčastnilo se jej 67 závodníků z 11 zemí světa. Zpočátku nebyla stanovena žádná oficiální pravidla pro podobu mistrovství, avšak už před druhým ročníkem v Polsku byl schválen návrh o každoročním pořádání.
V roce 2017 byla ohlášená účast závodníků mimo Evropský region a Mistrovství se tak překvalifikovalo na Mistrovství Světa. Od té doby se jej do roku 2024 zúčastnili mimoevropští závodníci z Číny a USA.

## Disciplíny a kategorie
Od prvního ročníku se organizovaly závody pouze na klasických tratích v obou pásmech. V roce 2013 byl přidán divácky nejatraktivnější sprint. Naproti tomu foxoring se na dětském Mistrovství světa dodnes (2024) neběhá. Jeho přidáním by se totiž Mistrovství muselo prodloužit o další soutěžní den a den volna mezi závody. 
| Disciplína            | Od roku | Týmová soutěž |
| --------------------- | ------- | ------------- |
| Klasická trať 3,5 MHz | 2000    | ano           |
| Klasická trať 144 MHz | 2000    | ano           |
| Sprint                | 2013    | ne            |

Oproti dospělým mistrovstvím má mistrovství mládeže pouze čtyři kategorie, díky čemuž se jej zúčastňuje menší množství závodníků. Tratě také bývají výrazně kratší, díky čemuž nejsou potřeba tak rozlehlé prostory jako pro dospělé. Každá účastnická země může nominovat až 5 závodníků v jedné kategorii. 
| Ženské kategorie | Mužské kategorie |
| ---------------- | ---------------- |
| W14              | M14              |
| W16              | M16              |

## Česká stopa
Úspěchy

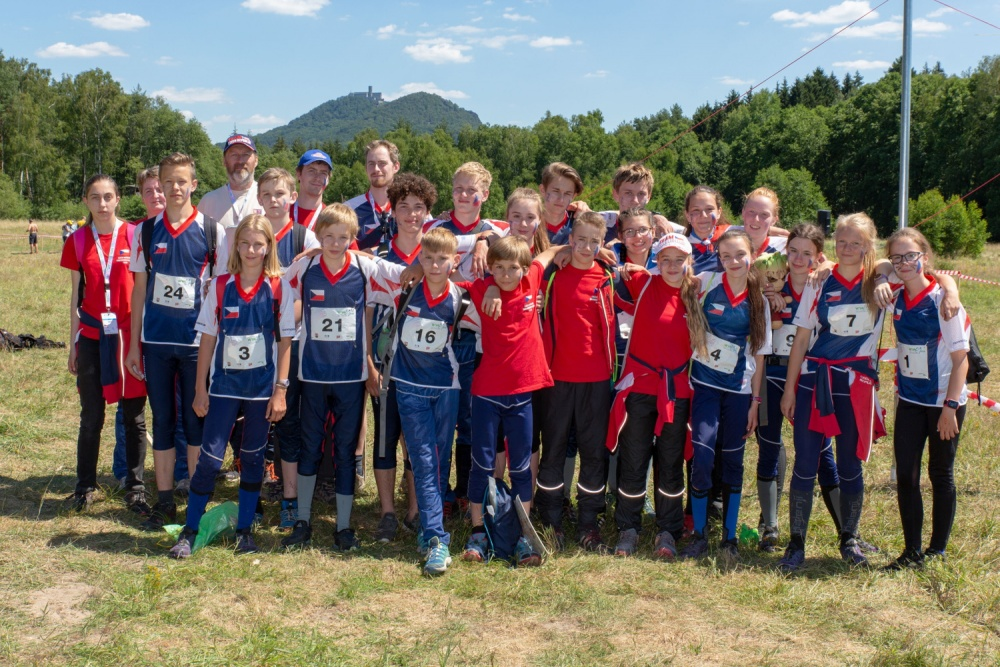
Český tým mládeže na MS 2018 v Doksech

Česko patři k nejčastějším účastníkům mistrovství, za celou historii pořádání šampionátů (k roku 2024) vynechal český tým pouze Mistrovství Světa v roce 2024 v Moldávii. Nominaci na mistrovství si závodníci musí zajistit umístěním v nominačním žebříčku žákovské reprezentace.
Jedním z nejúspěšnějších mistrovství české výpravy se stalo domácí MS v Doksech 2018. Z něj si závodníci odvezli celkem 18 medailí . Nejúspěšnější závodnicí se stala pozdější Mistryně světa juniorů v OB ve sprintu 2024 Michaela Novotná. Dokázala jednou zvítězit a poté získat dvě stříbrné medaile.

#### Organizace
V současnosti (2024) má za sebou Česko pořádání 5 mistrovství a další bude pořádat v roce 2025 v Mariánských Lázních. Česká mistrovství bývají pozitivně hodnocena z organizačního hlediska.
- ME 2000 – Kroměříž, 4. - 5. srpna
- ME 2005 – Karlovy Vary, 27. června - 1. července
- ME 2009 – Telč, 30. června - 3. července
- MS 2018 – Doksy, 30. června - 4. července
- MS 2025 – Mariánské Lázně, 2. - 6. července

## Seznam Mistrovství Světa / Evropy mládeže
| Rok     | Datum                    | Pořadatelská země             | Počet účastníků | Počet zemí | Poznámka / zajímavost                                                             |
| ------- | ------------------------ | ----------------------------- | --------------- | ---------- | --------------------------------------------------------------------------------- |
| ME 2000 | 4. - 5. srpna            | Česko, Kroměříž               | 67              | 11         |                                                                                   |
| ME 2001 | 2. - 6. července         | Polsko, Bydhošť               | 74              | 10         |                                                                                   |
| ME 2002 | 10. - 14. června         | Bulharsko, Nessebar           | 43              | 8          |                                                                                   |
| ME 2003 | 7. - 11. června          | Německo, Bastheim             | 41              | 6          |                                                                                   |
| ME 2004 | 16. - 20. června         | Moldavsko, Kišiněv            | 53              | 5          |                                                                                   |
| ME 2005 | 27. června - 1. července | Česko, Karlovy Vary           | 60              | 9          |                                                                                   |
| ME 2006 | 12. - 17. července       | Polsko, Grudziądz             | 62              | 8          |                                                                                   |
| ME 2007 | 8. - 11. června          | Německo, Hormersdorf          | 63              | 11         |                                                                                   |
| ME 2008 | 13. - 16. června         | Moldávie, Kišiněv             | 78              | 13         |                                                                                   |
| ME 2009 | 30. června - 3. července | Česko, Telč                   | 67              | 12         |                                                                                   |
| ME 2010 | 17. - 20. června         | Slovensko, Bojnice            | 66              | 11         |                                                                                   |
| ME 2011 | 16. - 19. června         | Bulharsko, Primorsko          | 92              | 10         |                                                                                   |
| ME 2012 | 11. - 14. července       | Litva, Siauliai               | 104             | 11         |                                                                                   |
| ME 2013 | 12. - 16. června         | Česko, Tři Studně             | 93              | 9          |                                                                                   |
| ME 2014 | 12. - 16. června         | Bulharsko, Primorsko          | 102             | 11         |                                                                                   |
| ME 2015 | 4. - 8. června           | Polsko, Zamość                | 94              | 11         |                                                                                   |
| ME 2016 | 2. - 5. červenec         | Norsko, Oslo                  | 92              | 11         | Jediné mistrovství, kde se místo klasických čipů SportIdent používal systém EMIT. |
| MS 2017 | 30. června - 4. července | Slovensko, Turčianske Teplice | 109             | 12         |                                                                                   |
| MS 2018 | 30. června - 4. července | Česko, Doksy                  | 117             | 11         |                                                                                   |
| MS 2019 | 30. června - 4. července | Ukrajina, Vinnycja            | 79              | 11         | Jedno z mála mistrovství bez účasti Ruska.                                        |
| ME 2021 | 26. - 30. června         | Bulharsko, Bansko             | 80              | 10         | MS 2020 bylo vynecháno z důvodů epidemie koronaviru.                              |
| MS 2022 | 26. - 30. června         | Rumunsko, Târgu Jiu           | 116             | 10         |                                                                                   |
| MS 2023 | 26. - 30. června         | Maďarsko, Városlőd            | 87              | 10         |                                                                                   |
| MS 2024 | 1. - 3. července         | Moldavsko, Orhei              | 59              | 7          | Jediné mistrovství, kterého se zatím Česko nezúčastnilo.                          |
| MS 2025 | 2. - 6. července         | Česko, Mariánské Lázně        |                 |            |                                                                                   |